# 第十三世噶瑪巴·堆督多傑
敦都多傑（藏語：བདུད་འདུལ་རྡོ་རྗེ་，威利转写：bdud 'dul rdo rje，藏语拼音：Dudul Dorje；1733年—1797年），第十三世噶瑪巴，生於年邱哇省的恰哇卓，為藏传佛教噶举派最高宗教領袖。

## 生平
敦都多傑生於藏曆水牛年（1733年）八月年邱哇省的恰哇卓。幼年時敦都多傑便詳述他過去遊歷印度、尼泊爾及中國的景況。後有白瑪哈嘎拉示現為白衣少年提花圍繞著他跳舞的異相，因此第七世嘉察祖古率隊前來與敦都多傑會面，並發現一切跡象皆與前世噶瑪巴的預言信相符，於是敦都多傑被認證為噶瑪巴轉世，並在祖普寺舉行了陞座大典與黑寶冠儀式修法。
十二歲時，敦都多傑自第八世錫度祖古處領受了基本戒。隔年他就圓滿了所有基本教法，接著領受了具足戒、那諾六法以及完整的口傳教授，並曾親見蓮師和密勒日巴。
後來，為幫助達賴喇嘛，敦都多傑去信龍王，解除拉薩就康殿的洪水之危，隨後騎著一頭無角犛牛親往拉薩就康殿，以一條白絲質的卡達供養佛像，佛像的手臂轉為接受之姿。
敦都多傑於1750年時前往尼泊爾朝聖，與國王會面並整建斯瓦布拿舍利塔。三十九歲時，噶瑪巴前往八蚌寺，從第八世錫度祖古處領受各種教法。後來認證第十世夏瑪祖古，之後返回祖普寺，於寺後噶瑪巴西隱居處進入甚深禪定達數年，因此而發掘出許多伏藏，並得到和鳥獸溝通的能力。 
藏南的統治者，邀請敦都多傑前往宮中舉行開光，敦都多傑無法前行，但示現神通，吉時一到，聖米如雨從天而降。之後噶瑪巴定中見到了錫度祖古轉世，並為找尋到的錫度祖古舉行陞座大典，並傳授他所有的教法。之後將轉世預言信交給弟子錫度祖古後，於藏曆火蛇年八月初四日示寂，享年六十五歲。

## 弟子
- 第九世錫度祖古 錫度貝寧切旺波。
- 第十世夏瑪祖古 夏瑪邱助米方蔣措。
- 第八世帕渥祖古 帕渥促拉卻吉嘉波。
- 第七世竹千仁波切 竹千昆津卻吉囊哇。
- 拉達克亥明嘉賽 - 一位來自亥明寺的拉達克公主。
- 康楚吉美辛格 - 來自康地的亢楚祖古傳承中的轉世祖古。[4]